# 존 아

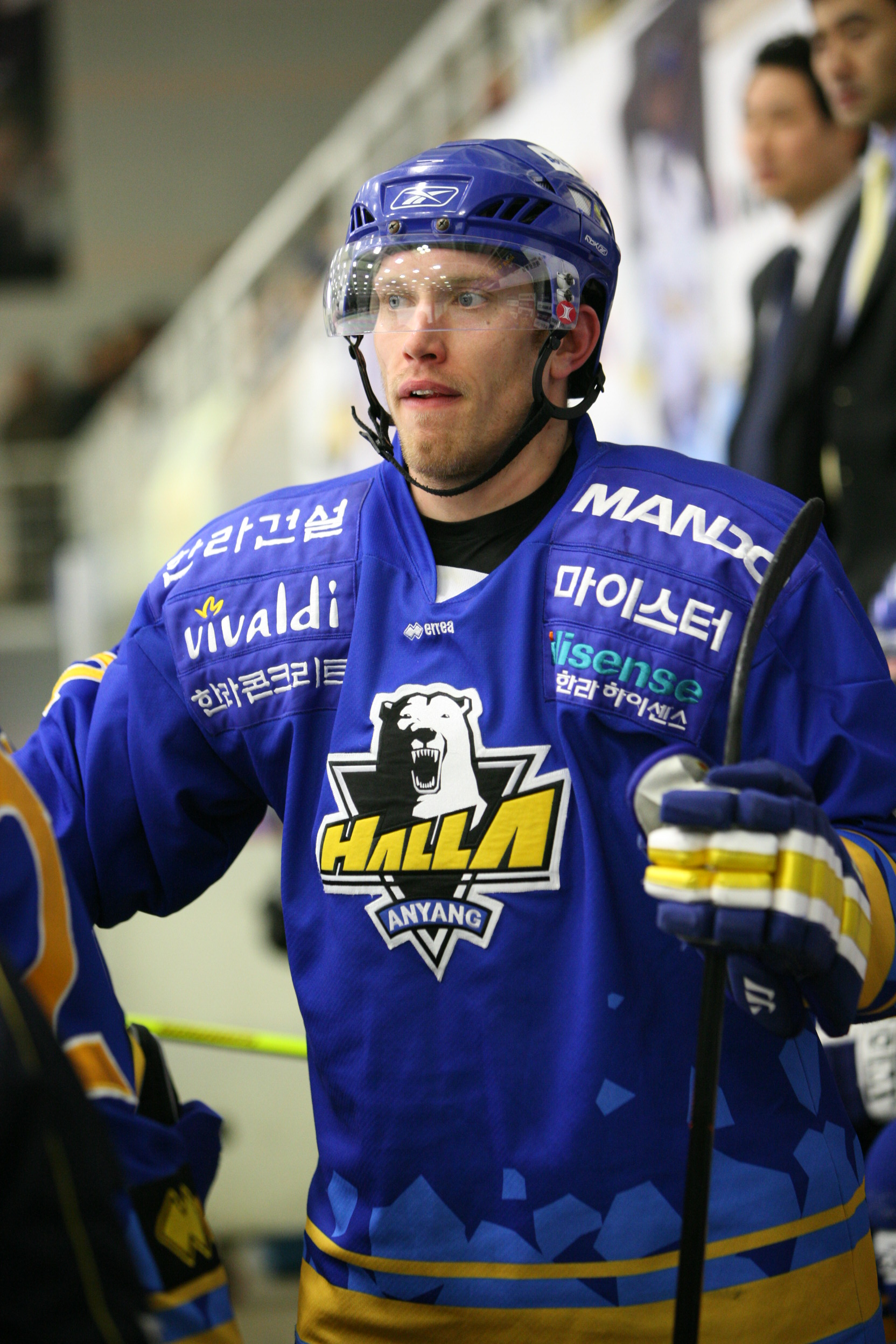
존 아

존 아(영어: Jon Awe, 1980년 4월 23일 ~ )는 미국의 아이스하키 수비수로 2008년부터 2011년까지 안양 한라 소속으로 활약하였다.
멤피스 출신으로 NHL의 3부리그인 ECHL과 2부리그인 AHL에서 대활약했던 공격형 수비수다. 특히 196cm 109kg의 체구에서 뿜어나오는 그의 슬랩샷은 대단해 2007년 당시 ECHL 올스타전의 강슛 이벤트에서 시속 164km를 기록하며 1위를 차지한바 있다. 2007년 ECHL '올해의 수비수' 선정, 2006년 수비수 포인트 부문 2위(56), 골 부문 1위(24), 파워플레이 골 2위(9), +/- 1위(+19), 신인 수비수 도움 및 포인트 2위 등, 경력이 매우 화려하다. 안양 한라 이적 직전인 2007-08 시즌에는 ECHL 귀넷 글래디에이터스에서 AHL 휴스턴 에어로즈로 승격되면서 총 59경기에 나와 생애 최다인 22포인트를 터뜨렸다.
2008년 여름 안양 한라와 계약한 뒤 2008-09 시즌 아시아리그 아이스하키 데뷔 이후 첫 해에 12골을 뽑아내며 오지 이글스의 리카도 펄손과 수비수 최다 득점 공동 1위를 차지했으나 '올해의 수비수'상을 놓쳤다. 2009-10 시즌에는 탈장수술로 초반 18경기를 결장했으나 후반 복귀, 플레이오프에서도 맹활약하며 구단의 사상 첫 우승을 안겨주었다.
그는 2009년 2월, 구단과 2년 재계약을 맺었다. 이후 2011년 여름 이탈리아의 HC 발펠리체로 이적하였다.

## 개인 통산 기록
| 1999–00  | 텍사스 토네이도             | NAHL     | 52 | 13 | 25 | 38 | 73 | —  | — | — | — | —  |
| 2000–01  | 텍사스 토네이도             | NAHL     | 49 | 15 | 19 | 34 | 75 | —  | — | — | — | —  |
| 2001–02  | 노스이스턴 대학교           | HE       | 25 | 3  | 4  | 6  | 10 | —  | — | — | — | —  |
| 2002–03  | 노스이스턴 대학교           | HE       | 24 | 0  | 1  | 1  | 24 | —  | — | — | — | —  |
| 2003–04  | 노스이스턴 대학교           | HE       | 26 | 2  | 11 | 13 | 18 | —  | — | — | — | —  |
| 2004–05  | 노스이스턴 대학교           | HE       | 36 | 2  | 10 | 12 | 38 | —  | — | — | — | —  |
| 2005–06  | 귀넷 글래디에이터스         | ECHL     | 49 | 14 | 21 | 35 | 49 | 17 | 5 | 4 | 9 | 16 |
| 2005–06  | 포틀랜드 파이어리츠         | AHL      | 17 | 0  | 1  | 1  | 8  | —  | — | — | — | —  |
| 2005–06  | 프로비덴스 브루인스         | AHL      | 1  | 0  | 0  | 0  | 0  | —  | — | — | — | —  |
| 2006–07  | 귀넷 글래디에이터스         | ECHL     | 60 | 24 | 32 | 56 | 65 | 4  | 1 | 2 | 3 | 2  |
| 2006–07  | 윌크스-배리/스크랜턴 펭귄스 | AHL      | 2  | 0  | 0  | 0  | 0  | —  | — | — | — | —  |
| 2006–07  | 시카고 울브즈               | AHL      | 5  | 1  | 3  | 4  | 0  | —  | — | — | — | —  |
| 2007–08  | 귀넷 글래디에이터스         | ECHL     | 14 | 5  | 5  | 10 | 12 | —  | — | — | — | —  |
| 2007–08  | 휴스턴 에어로즈             | AHL      | 59 | 5  | 17 | 22 | 38 | 3  | 0 | 0 | 0 | 2  |
| 2008–09  | 안양 한라                   | ALIH     | 35 | 12 | 17 | 29 | 54 | 7  | 2 | 4 | 6 | 10 |
| 2009–10  | 안양 한라                   | ALIH     | 18 | 6  | 11 | 17 | 16 | 9  | 2 | 4 | 6 | 18 |
| 2010–11  | 안양 한라                   | ALIH     | 36 | 7  | 13 | 20 | 16 | 4  | 1 | 2 | 3 | 0  |
| AHL 통산 | AHL 통산                    | AHL 통산 | 84 | 6  | 21 | 27 | 46 | 3  | 0 | 0 | 0 | 2  |

## 참고 문서
- "Asia League crowns first Korean champion" nhl.com, April 7, 2010
- "Korean team writes history" IIHF.com, March 30, 2010
- "Halla Signed Three Imports" www.anyanghalla.com July, 2008